# مارماهی‌های بزرگ نو
مارماهی‌های بزرگ نو (نام علمی: Neoconger) نام یک سرده از تیره مارماهیان اسپاگتی است.